# Bill Dalley

a Compétitions nationales et continentales officielles uniquement.

b Matchs officiels uniquement.
Dernière mise à jour le 7 mars 2023.
 William (Bill) Charles Dalley, né le 18 novembre 1901 à Lyttelton (Nouvelle-Zélande) et décédé le 9 février 1989 à Christchurch, est un joueur de rugby à XV qui a joué avec l'équipe de Nouvelle-Zélande. Il évoluait au poste de demi de mêlée (1,63 m pour 63 kg). 

## Carrière
Il a disputé son premier test match avec l'équipe de Nouvelle-Zélande le 1er  novembre 1924, à l’occasion d’un match contre l'équipe d'Irlande. Il disputa son dernier test match contre l'équipe du Pays de Galles le 1er septembre 1928. 

## Palmarès
- Nombre de test matchs avec les Blacks :  5
- Nombre total de matchs avec les Blacks : 35  (2 comme capitaine)